# Звонников, Алексей Иванович
Алексе́й Ива́нович Звонников (20 января 1865 — октябрь 1919) — генерал-лейтенант, начальник Военно-юридической академии в 1912—1917 гг.

## Биография
Православный. Из дворян Ярославской губернии.
Окончил 2-й Московский кадетский корпус (1883) и 3-е военное Александровское училище (1885), откуда выпущен был подпоручиком во 2-й Восточно-Сибирский линейный батальон.
Чины: поручик (1889), штабс-капитан (1894), капитан (1896), подполковник (1899), полковник (за отличие, 1903), генерал-майор (за отличие, 1909), генерал-лейтенант (за отличие, 1913)
В 1894 году окончил Александровскую Военно-юридическую академию с серебряной медалью и занесением имени на мраморную доску, за отличные успехи в науках был произведен в штабс-капитаны. После годичного прикомандирования к военно-окружному суду переведен был в военно-судебное ведомство с назначением помощником столоначальника Главного военно-судного управления. Здесь последовательно занимал должности: столоначальника, помощника начальника отделения, штаб-офицера для особых поручений и, наконец, начальника отделения. В 1909 году был назначен помощником управляющего кодификационным отделом при Военном совете, а в 1910 году, с присоединением кодификационного отдела к канцелярии Военного министерства, — заведующим этим отделом. В следующем году назначен помощником начальника Главного военно-судного управления и главного военного прокурора.
4 июня 1912 года назначен начальником Александровской военно-юридической академии. В 1895—1910 годах состоял постоянным сотрудником журнала «Разведчик», а в 1915 году был назначен главным редактором газеты «Русский инвалид», с оставлением в должности начальника военно-юридической академии. 8 апреля 1917 года уволен от службы по болезни.
Во время Гражданской войны служил в Вооруженных силах юга России. Умер от тифа в Ростове-на-Дону.
Сын Николай (1889—1976) — полковник, георгиевский кавалер.

## Награды
- Орден Святого Станислава 3-й ст. (1897);
- Орден Святой Анны 2-й ст. (1905);
- Орден Святого Владимира 3-й ст. (1911);
- Орден Святого Станислава 1-й ст. (ВП 06.12.1914);
- Орден Святой Анны 1-й ст. (ВП 22.03.1915).